# براندون بارنز (لاعب كرة قدم أمريكية)
براندون بارنز (بالإنجليزية: Brandon Barnes)‏ هو لاعب كرة قدم أمريكية أمريكي، ولد في 23 مارس 1985 في ديترويت في الولايات المتحدة.